# Мигдон (фригиец)
Ми́гдон (др.-греч. Μύγδων) — персонаж древнегреческой мифологии, царь фригийцев. Сын Акмона. Вместе с ним Идейские дактили переселились в Европу. Его знаменитая гробница в Стектории во Фригии, по его имени фригийцев называют мигдонами. Отец Кореба, участника Троянской войны. Союзник Приама и Отрея в войне с амазонками. Упоминается «казна Мигдона».